# Я фотогенічний
«Я фотогенічний» (італ. «Sono fotogenico») — італійська кінокомедія 1980 року, знята режисером Діно Різі, з Ренато Поццетто у головній ролі

## Сюжет
Вирішивши стати актором, юний мрійник із Півночі Італії приїжджає до Риму, де стикається з жорстоким та нещадним світом кіно та злиденністю, яка його населяє.

## У ролях
- Ренато Поццетто — Антоніо Бароцці
- Едвіж Фенек — Чинція Панкальді
- Альдо Маччоне — Педретті, адвокат
- Жюльєн Гійомар — Карло Сімоні
- Мішель Галабрю — Дель Джудіче, продюсер
- Джино Сантерколе — Серджо
- Массімо Больді — Сандро Рубіцці
- Лівія Ермоллі — Лаура Бароцці
- Паоло Бароні — Паоліно
- Еоло Капрітті — Нувола Б'янка
- Сальваторе Кампок'яро — Августо
- Луїджі Ді Салес — епізод
- Аттіліо Доттезіо — Аттіліо Туркезе
- Бруна Чеальті — епізод
- Гвідо Маріотті — Арчібальдо Бароцці
- Паоло Де Манінкор — фотограф
- Роберта Лерічі — Маріса
- Енніо Антонеллі — помічник режисера
- Вітторіо Ґассман — грає самого себе
- Маріо Монічеллі — грає самого себе
- Уго Тоньяцці — грає самого себе
- Барбара Буше — грає саму себе
- Хел Яманучі — Кван

## Знімальна група
- Режисер — Діно Різі
- Сценаристи — Діно Різі, Массімо Франчоза, Марко Різі
- Оператор — Тоніно Деллі Коллі
- Композитор — Мануель Де Сіка
- Художник — Еціо Альтьєрі
- Продюсери — Піо Анджелетті, Адріано Де Мікелі